# La Didakhé
La Didakhé (en grec Διδαχὴ), és un manuscrit cristià primitiu. No és un text d'un únic autor, sinó una compilació d'escrits d'orígens diversos que tracta aspectes de la vida de les comunitats cristianes primitives.
El títol es tradueix per «L'ensenyança», que és la primera paraula de l'obra que traduït seria:«L'ensenyança del Senyor dels gentils pels dotze apòstols» (Διδαχὴ κυρίου διὰ τῶν δώδεκα ἀποστόλων τοῖς ἔθνεσιν), és també coneguda com a Doctrina dels dotze apòstols malgrat que no s'hi fa referència en cap lloc del text. El 1979, Vicenç Esmarats i Espaulella i Miquel dels Sants Gros i Pujol en van publicar una traducció en català amb el títol La Didakhé.
Es considera un dels primers tractats breus, escrit entre el 70 i el 160 dC), amb instruccions per les comunitats cristianes formant un manual per la conversió de pagans i per la instrucció dels conversos. La Didakhé fou considerada per alguns Pares de l'Església com a part del Nou Testament però fou rebutjada per altres pel que no és acceptada com un escrit canònic, amb l'excepció del cànon de l'Església Ortodoxa Etíop.
L'Església Catòlica Romana en va reconéixer l'ortodòxia i l'ha acceptat com a part de la col·lecció d'escrits dels Pares apostòlics. És l'únic text cristià redescobert durant els últims cent cinquanta anys, que ha rebut una àmplia acceptació tant entre catòlics com entre ortodoxos.

## Contingut
El text, format de 16 capítols, pot dividir-se en quatre seccions:
- Ensenyances morals, recollides als capítols 1 a 6.
- Prescripcions litúrgiques sobre el baptisme, el dejuni i l'eucaristia, recollides als capítols 7 a 10.
- Prescripcions disciplinàries sobre els predicadors itinerants, les assemblees dels diumenges i l'elecció de bisbes i diaques, recollides als capítols 11 a 15.
- Una preparació per la segona vinguda del Senyor, recollida al capítol 16 i últim.

## Descobriment
Citada pels pares apostòlics a les seves obres i per Eusebi de Cesarea a la seva Historia Eclesiàstica, la Didakhé estigué perduda durant segles fins al seu descobriment l'any 1873 pel grec Filótheos Vriénnios. El text fou trobat en un còdex grec del segle ix a una còpia del 1056. Vriénnios el va publicar l'any 1883. L'esmentat còdex es coneix avui com el Còdex Hierosolymitanus i conté, a més a més, la versió completa de les epístoles de Climent de Roma.
Després de la publicació inicial de Vriénnios, Otto von Gebhardt identificà la primera part del Didakhé traduïda en un manuscrit llatí a l'Abadia de Melk, a Àustria. Posteriorment, alguns estudiosos han considerat que el text és un testimoni independent de la tradició de les «Dues vies». J. Schlecht l'any 1900 trobà una altra traducció en llatí dels capítols 1 al 5, que va publicar amb el títol De doctrina Apostolorum. Hi ha encara més traduccions (d'Etiòpia, per exemple) que foren descobertes després de la publicació original de Vriénnios.

## Traducció al català
- Esmarats Espaulella, Vicenç; dels Sants Gros, Miquel. La Didakhé.  Barcelona: Facultat de Teologia de Barcelona. Secció Sant Pacià, 1979, p. 43. ISBN 84-600-1433-9.